# Ярмут (графство, Новая Шотландия)
Ярмут — графство в канадской провинции Новая Шотландия. Графство является переписным районом и не является административной единицей провинции, эти функции вне городов и резерваций выполняют два округа Аргайл и Ярмут.

## География
Графство Ярмут находится на юго-западе полуострова Новая Шотландия. Оно омывается водами залива Мэн с запада и Атлантического океана с юго-запада и граничит с графствами Дигби и Шелберн на севере и юго-востоке, соответственно.
По территории графства проходит автодороги провинциального значения хайвеи 101 и 103, а также ряд дорог, управляемых графством, основными из которых являются магистрали 1 и 3 и коллектор 203. Кроме того, город Ярмут на территории графства связан паромным сообщением со штатом Мэн, США.

## История
Графство Ярмут отделилось от графства Шелберн в 1836 году и получило название по городу Ярмут. Предполагается, что название связано с именем фаворитки Георга II и появилось в проектной документации к городу ещё в 1759 году. В 1856 году графство было разделено на два округа: Ярмут и Аргайл.

## Население
Для нужд статистической службы Канады графство разделено на два округа, один город и одну индейскую резервацию.
| Название | Оригинальное название | Статус               | Площадь  | Население |
| -------- | --------------------- | -------------------- | -------- | --------- |
| Аргайл   | Argyle                | Округ                | 1 527,10 | 8 656     |
| Ярмут    | Yarmouth              | Округ                | 585,27   | 10 304    |
| Ярмут    | Yarmouth              | Город                | 10,56    | 7 162     |
| Ярмут 33 | Yarmouth 33           | Индейская резервация | 0,32     | 155       |